# 韋良月
韋良月（？—），是一位中国黑龍江省維權律师。

## 生平
吉林大學法學士，1988年開始執業，是中國第一批律師。他的个案被收入联合国人權理事會2010年度报告「緊急呼籲」、美國國際宗教自由委員會2013年度宗教自由報告。
2009年2月28日因参加当地一場法轮功学员聚会被哈尔滨警方帶走並关押，以“聚众扰乱社会秩序”的罪名处以劳动教养一年半；北京律师李和平表示，韋非常優秀，逮捕原因應是韋良月在黑龙江接受了可能数十名法轮功信仰者委托辩护。联合国2010年度报告指出，韋良月和妻子杜永靜遭當局關押，不被允許聘請律師或公開討論他們的案子。聯合國特派專員瑟卡婭很擔心他們在羈押期間遭身心虐待。